# Фатх Алі-хан Каджар
Фатх Алі-хан Каджар (1686 або 1692 — 11 жовтня 1726) — вождь тюркського племені кованлу-каджарів, хан Астрабаду в 1720—1726 роках.

## Життєпис
Походив з гянджійських каджарів. Син Шах-Кулі-хана, що перебрався до Астрабаду. Його матір'ю була представниця астрабадських каджарів, гілки ашагі-баш («нижніх каджарів»), більш відомої як кованлу (кувінлу, кюнлу) — «погоничі баранів».
Народився, за різними відомостями, 1686 або 1692 року. Після повноліття очолив клан кованлу. Згодом стає головою фортецю Мубаракабад. Боровся проти Мухаммад-хана, вождя тюрків біля Казвіна. Потім призначається хакімом Мешхеду.
1720 року доєднався до боротьби з повсталим феодалом Малік Махмудом Сістані. Після поразки від останнього 1721 року відступив до Астрабаду, де прийняв титул хана.
У 1722 році надіслав допомогу шаху Солтан Гусейну у боротьбі з афганцями Мір Махмуд Шаха. В тому ж році підтримав Тахмаспа II, що діяв в районі Тегерана. Натомість отримав вагому посаду етамід ад-довле. У 1725 році розпочав військову кампанію проти Малік Махмуда Сістані. Разом з тим вплив Фатх Алі-хана зріс, він отримав посаду вакіль ад-довле, завдяки чому став другою особою після шаха.
1726 року до ставки шаха прибув Тахмасп-Кулі-хан з племені афшарів, який став суперником Фатх Алі-хана. За різними версіями за цих обставин останній вступив у змову з Малік Махмудом Сісстані, або був обмовлений Тахмасп-Кулі-ханом. Зрештою за наказом шаха Фатх Алі-хана було страчено неподалік від Мешхеду.